# منتخب البرتغال لكرة الطائرة للسيدات
منتخب البرتغال الوطني لكرة الطائرة للسيدات (بالبرتغالية: Seleção Portuguesa de Voleibol Feminino‏) هو ممثل البرتغال الرسمي في المنافسات الدولية في كرة طائرة للسيدات.

## وصلات خارجية
- الموقع الرسمي